# City Airport Train

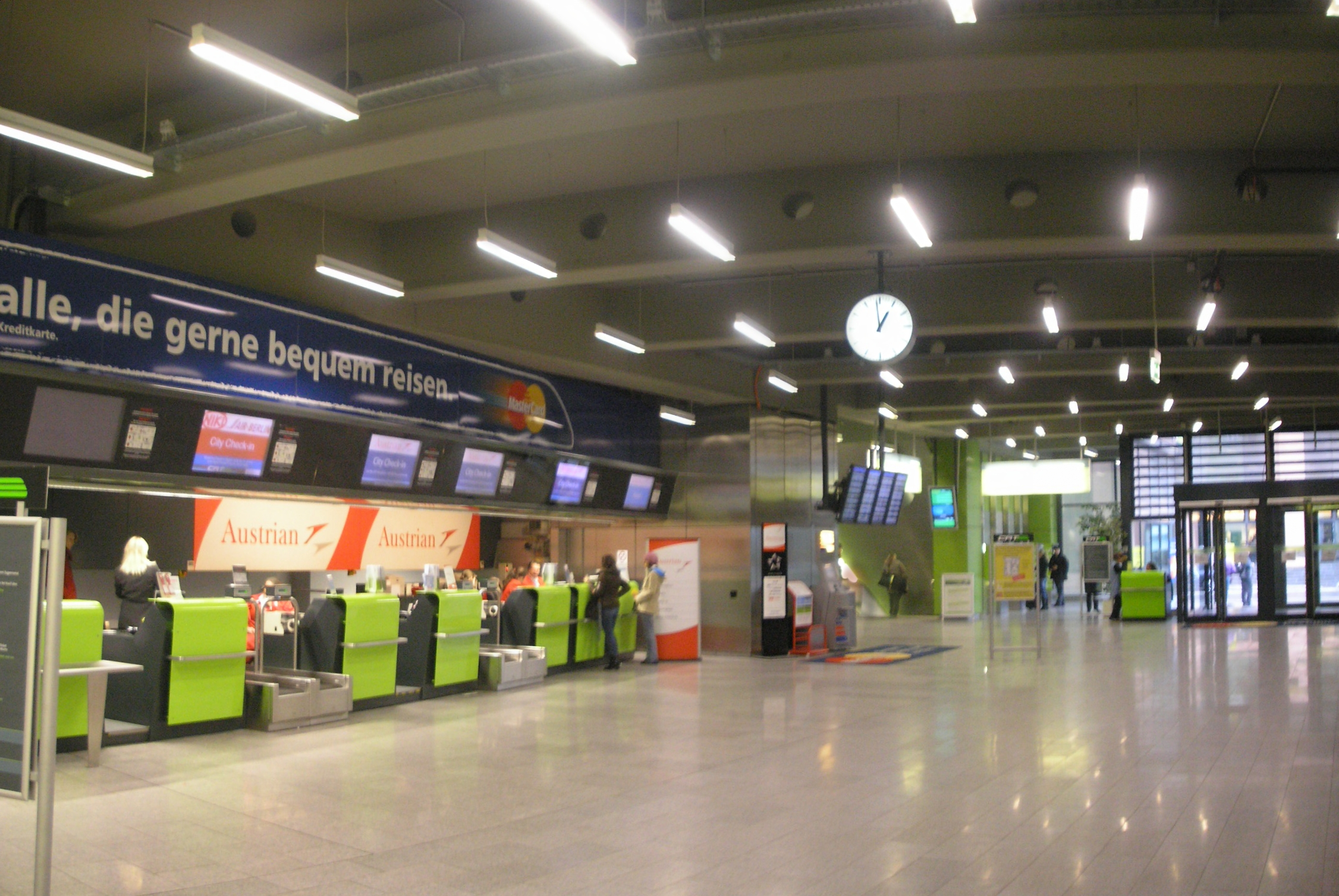
CAT-station Wien Mitte

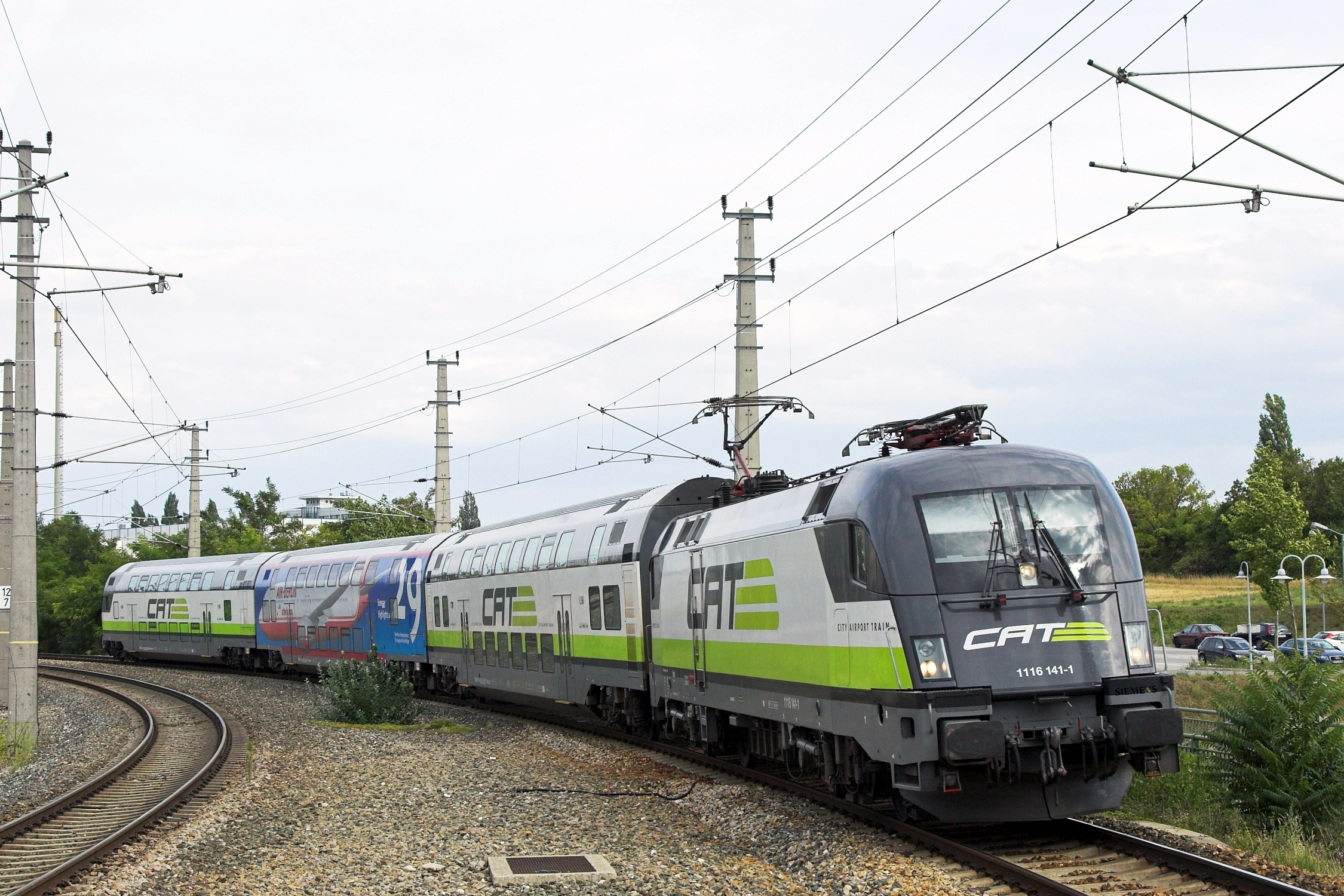
CAT-trein met een locomotief 1116

De City Airport Train (CAT) is een snelle treinverbinding vanuit de binnenstad van Wenen rechtstreeks naar de luchthaven. De trein is sneller dan de reguliere S-Bahn op hetzelfde traject.
De CAT werd eind 2003 opgericht. De trein doet er 16 minuten over vanaf het station Wien Mitte tot aan de luchthaven (9 minuten sneller dan de reguliere S-Bahn). De CAT rijdt één keer per half uur tussen de luchthaven en de binnenstad. Bij aankomst op de luchthaven van Wenen staan daar kofferdragers ter beschikking. 
De CAT heeft dubbeldeks rijtuigen met airconditioning. De rijtuigen werden voor deze trein ontworpen met speciale stoelen en veel bagageruimte. 
Passagiers die met de Austrian Airlines-groep, de Star Alliance-groep, InterSky of Aeroflot vliegen kunnen in de binnenstad inchecken. Dit geldt ook voor hun bagage. Voor deze trein zijn speciale treinkaartjes te koop, reguliere ÖBB treinkaartjes, "VOR-Verbundfahrscheine" en Interrail zijn in deze trein niet geldig. Wel geeft de kortingskaart van de ÖBB (Vorteilscard) korting op de ritprijs. Kinderen mogen onder begeleiding van een volwassene gratis mee.
De CAT is voor 49,9 % eigendom van de ÖBB en voor 50,1 % van de luchthaven Wenen. De directie bestaat uit Doris Pulker-Rohrhoffer (namens de ÖBB) en Elisabeth Landrichter (namens de luchthaven). In 2006 heeft men ruim een miljoen passagiers vervoerd. Dat was een groei van 19 % tegenover 2005.